# Péchés de vieillesse
Péchés de vieillesse ("Peccati di vecchiaia") è una raccolta di 150 pezzi vocali e per pianoforte solo di Gioachino Rossini. I pezzi sono raggruppati in quattordici album ciascuno con un titolo ironico. L'ordinamento dei pezzi negli album non riflette la sequenza o le date della loro composizione, che vanno dal 1857 al 1868, poco prima della morte di Rossini. Il titolo Péchés de vieillesse è stato dato da Rossini solo per i volumi V-IX, ma poi è stato esteso alla raccolta completa.
Rossini definì la sua Petite messe solennelle come "l'ultimo dei miei Péchés de vieillesse", pur non essendo questa compresa nella raccolta.
Il Péchés de vieillesse sono musica da salotto, anche se di carattere raffinato, destinata a essere eseguita nel salotto di casa Rossini a Passy. I volumi I, II, III e XI sono musica vocale con accompagnamento di pianoforte. I volumi IV, V, VI, VII, VIII, X e XII sono musica per pianoforte solo. Il volume IX è per ensemble da camera o pianoforte solo. I volumi XIII e XIV comprendono musica vocale e non vocale.
- Volume I - Album italiano
  - 1 - I Gondolieri (quartettino) per soprano, contralto, tenore, basso e pianoforte
  - 2 - La lontananza per tenore e pianoforte
  - 3 - Tirana alla spagnola (Rossinizata) per soprano e pianoforte
  - 4 - L'ultimo ricordo per baritono e pianoforte
  - 5 - La fioraja Fiorentina per soprano e pianoforte
  - 6 - Le Gittane (Bolero) per soprano, contralto e pianoforte
  - 7 - Ave Maria (su due Note) per contralto e pianoforte
    - La Regata Veneziana (Tre canzonette) per mezzosoprano e pianoforte
      - 8 - Anzoleta avanti la Regata
      - 9 - Anzoleta co passa la Regata
      - 10 - Anzoleta dopo la Regata

  - 11 - Il fanciullo smarrito per tenore e pianoforte
  - 12 - La Passeggiata (quartettino) per soprano, contralto, tenore, basso e pianoforte
- Volume II - Album français (Album francese)
  - 1 - Toast pour le Nouvel An (ottettino) per due soprani, due contralti, due tenori, due bassi
  - 2 - Roméo per tenore e pianoforte
  - 3 - La grande coquette (Ariette Pompadour) per soprano e pianoforte
  - 4 - Un sou (Complainte à deux voix) per tenore, baritono e pianoforte
  - 5 - Chanson de Zora, La Petite Bohémienne per mezzosoprano e pianoforte
  - 6 - La Nuit de Noêl per due soprani, due contralti, due tenori, due baritoni, basso, pianoforte e harmonium
  - 7 - Le Dodo des enfants per soprano, contralto, tenore, basso e pianoforte
  - 8 - Le Lazzarone (Chansonnette de Cabaret) per baritono e pianoforte
  - 9 - Adieux à la Vie: Élegie sur une seule note per mezzosoprano, e pianoforte
  - 10 - Soupirs et Sourires (Nocturne) per soprano, tenore e pianoforte
  - 11 - L’Orpheline du Tyrol (Ballade élégie) per mezzosoprano e pianoforte
  - 12 - Choeur des chasseurs démocrates (quartettino) per coro maschile, tamburi e tam-tam
- Volume III - Morceaux réservés (Brani riservati)
  - 1 - Chant funèbre à Meyerbeer per coro maschile e tamburo
  - 2 - L’Esule per tenore e pianoforte
  - 3 - Les Amants de Séville (Tirana, pour deux voix) per contralto, tenore e pianoforte
  - 4 - Ave Maria per coro e organo
  - 5 - L’Amour à Pékin (Petite Mélodie sur La Gamme Chinoise) per contralto e pianoforte
  - 6 - Le Chant des Titans per quattro bassi, pianoforte e harmonium
  - 7 - Preghiera per otto sole voci per due tenori primi, due tenori secondi, due baritoni e due bassi
  - 8 - Au Chevet d’un Mourant (Élégie) per soprano e pianoforte
  - 9 - Le Sylvain per tenore e pianoforte
  - 10 - Cantemus (Imitazione a otto voci reali) per due soprani, due contralti, due tenori e due bassi
  - 11 - Ariette à l’ancienne per mezzosoprano e pianoforte
  - 12 - Le Départ des Promis (Tyrolienne Sentimentale) per due soprani, due contralti e pianoforte
- Volume IV - Quatre mendiants et Quatre hors d'oeuvres (Quattro frutti secchi e quattro antipasti) per pianoforte
  - IV.a - Quatre Mendiants
    - a.1 - Les Figuees sèches (Me voila - Bonjour Madame)
    - a.2 - Les Amandes (Minuit sonne - Bonsoir Madame)
    - a.3 - Les Raisins (A ma Petite Perruche)
    - a.4 - Les Noisettes (A ma chère Nini)

  - IV.b - Quatre Hors d’oeuvres
    - b.1 - Les Radis
    - b.2 - Les Anchois (Thème et Variations)
    - b.3 - Les Cornichons (Introduction: Thème et Variations)
    - b.4 - La Beurre (Thème et Variations)
- Volume V - Album pour les enfants adolescents (Album per adolescenti) per pianoforte
  - 1 - Première Communion
  - 2 - Thème Naïf et Variations
  - 3 - Saltarello à l’Italienne
  - 4 - Prélude Moresque
  - 5 - Valse Lugubre
  - 6 - Impromptu Anodin
  - 7 - L’innocence Italienne; La Candeur Française
  - 8 - Prélude Convulsif
  - 9 - La Lagune de Venise à l’expiration de l’année 1861!!!
  - 10 - Ouf! Les Petits Pois
  - 11 - Un Sauté
  - 12 - Hachis Romantique
- Volume VI - Album pour les enfants dégourdis (Album per ragazzi svegli) per pianoforte
  - 1 - Mon Prélude Hygiénique du Matin
  - 2 - Prélude Baroque
  - 3 - Memento Homo (Lamento)
  - 4 - Assez de Memento: Dansons
  - 5 - La Pesarese
  - 6 - Valse torturée
  - 7 - Une Caresse à ma Femme (Un Souvenir à ma femme)
  - 8 - Barcarole
  - 9 - Un Petit Train de Plaisir Comico-imitatif
  - 10 - Fausse Couche de Polka Mazurka
  - 11 - Étude Asthmatique
  - 12 - Un Enterrement en Carnaval
- Volume VII - Album de chaumière (Album del casolare) per pianoforte
  - 1 - Gymnastique d’écartement (La Source)
  - 2 - Prélude fugassé
  - 3 - Petite Polka Chinoise
  - 4 - Petite Valse de Boudoir
  - 5 - Prélude Inoffensif
  - 6 - Petite Valse: L’Huile de Ricin
  - 7 - Un Profond Sommeil; Un Réveil en Sursaut
  - 8 - Plain-Chant Chinois. Scherzo
  - 9 - Un Cauchemar
  - 10 - Valse Boiteuse
  - 11 - Une Pensée à Florence
  - 12 - Marche
- Volume VIII - Album de château (Album del castello) per pianoforte
  - 1 - Spécimen de l’Ancien Régime
  - 2 - Prélude Pétulant-Rococo
  - 3 - Un Regret, Un Espoir
  - 4 - Bolero Tartare
  - 5 - Prélude Prétentieux
  - 6 - Spécimen de Mon Temps
  - 7 - Valse Anti-Dansante
  - 8 - Prélude Semipastorale
  - 9a - Tarantelle pur Sang (avec Traversée de la Procession) per coro, pianoforte, harmonium e clochette
  - 9b - Tarantelle pur Sang (avec Traversée de la Procession) per pianoforte
  - 10 - Un Rêve
  - 11 - Prélude soi-disant Dramatique
  - 12 - Spécimen de l’Avenir
- Volume IX - Album pour piano, violon, violoncello, harmonium et cor per pianoforte
  - 1 - Mélodie Candide
  - 2 - Chansonnette
  - 3 - La Savoie Aimante
  - 4 - Un mot à Paganini  (Élégie)
  - 5 - Impromptu Tarantellisé
  - 6 - Échantillon du Chant de Noêl à l’Italienne
  - 7 - Marche et Reminiscences pour mon Dernier Voyage
  - 8 - Prélude, Thème et Variations pour Cor, avec Accompagnement de Piano per corno e pianoforte
  - 9 - Prélude Italien
  - 10 - Une Larme per violoncello e pianoforte
  - 11 - Échantillon de Blague Mélodique sur les noires de la main droite
  - 12 - Petite Fanfare à Quatre Mains
- Volume X - Miscellanée pour piano per pianoforte
  - 1 - Prelude Blagueur
  - 2 - Des Tritons s’il vous plaît (Montée-Descente)
  - 3 - Pétite Pensée
  - 4 - Une Bagatelle
  - 5 - Mélodie Italienne (Une Bagatelle)
  - 6 - Petite Caprice (Style Offenbach)
- Volume XI - Miscellanée de musique vocale
  - 1 - Ariette villageoise per mezzosoprano e pianoforte
  - 2 - La chanson du Bébé per mezzosoprano e pianoforte
  - 3 - Amour sans espoir (Tirana a l’Espagnole rossinizée) per soprano e pianoforte
  - 4 - A ma belle mère, “Requiem Eternam” per contralto e pianoforte
  - 5 - O salutaris, de campagne, “O Salutaris Hostia” per contralto e pianoforte
  - 6 - Aragonese, “Mi lagnerò tacendo” per soprano e pianoforte
  - 7 - Arietta all’antica, dedotta dal “O salutaris Ostia”, “Mi lagnerò tacendo”, soprano.
  - 8 - Il candore in fuga quintetto per soprano I e II, contralto, tenore e basso.
  - 9 - Mottetto dedicato a Maria Santissima Annunziata, “Salve amabilis Maria” per soprano, contralto, tenore e basso.
  - 10 - Giovanna d’Arco per contralto e pianoforte
- Volume XII - Quelques riens pour album (Qualche inezia per l'album) per pianoforte
  - 1 - Allegretto
  - 2 - Allegretto moderato
  - 3 - Allegretto moderato
  - 4 - Andante sostenuto
  - 5 - Allegretto moderato
  - 6 - Andante maestoso
  - 7 - Andantino mosso
  - 8 - Andantino sostenuto
  - 9 - Allegretto moderato
  - 10 - Andantino mosso
  - 11 - Andantino mosso
  - 12 - Allegretto moderato (Danse sibérienne)
  - 13 - Allegretto brillante
  - 14 - Allegro vivace
  - 15 - Petite galette Allemande, allegro brillante
  - 16 - Douces réminiscenses, andantino
  - 17 - Andantino mosso quasi allegretto
  - 18 - Andantino mosso
  - 19 - Allegretto moderato
  - 20 - Allegretto brillante
  - 21 - Andantino sostenuto
  - 22 - Thème et variations sur le mode mineur, andantino mosso
  - 23 - Thème et variations sur le mode majeur, allegretto moderato
  - 24 - Un rien sur le mode enharmonique, adagio,
- Volume XIII - Musique anodine (Musica innocua) (1857). Donato alla moglie Olympe in segno di gratitudine per la sua cura durante la sua lunga e intermittente malattia.
  - Prélude, Allegretto moderato
  - N. I (Pour Contralto), Andantino
  - N. II (Pour Baryton), Andantino mosso
  - N. III (Pour Soprano), Andantino moderato
  - N. IIII (Pour Soprano), Allegretto moderato
  - N. IIIII (Pour Mezzo Soprano), Andantino moderato
  - N. IIIIII (Pour Baryton), Allegretto moderato
- Volume XIV - Altri Péchés de vieillesse
  - 1 - Canone perpetuo per quattro soprani per quattro soprani e piano
  - 2 - Canone antisavant à 3 voix
  - 3 - Canzonetta, La Venitienne per pianoforte
  - 4 - Petite promenade de Passy à Courbevoie per pianoforte
  - 5 - Une réjouissance per pianoforte
  - 6 - Encore un peu de blague per pianoforte
  - 7 - Tourniquet sur la gamme chromatique, ascendent et descendent per pianoforte
  - 8 - Ritornelle gothique per pianoforte
  - 9 - Un rien (pour album) per voce e pianoforte
  - 10 - Metastasio (pour album) per baritono e pianoforte
  - 11 - Brindisi per basso (corifeo) e coro senza accompagnamento.
  - 12 - Solo per violoncello
  - 13 - Questo palpito soave soprano e pianoforte
  - 14 - L’ultimo pensiero per baritono e pianoforte

I Péchés de vieillesse sono in corso di pubblicazione da parte della Fondazione Rossini di Pesaro, nella sezione settima dell'edizione critica delle opere complete di Rossini. Queste nuove edizioni restituiscono la precisione espressiva della notazione musicale rossiniana e presentano versioni alternative di alcuni pezzi mai pubblicate in precedenza.
Dopo la sua morte, avvenuta nel 1868, la vedova del compositore, Olympe Pélissier, ha venduto l'intera raccolta, che è stata poi rivenduta all'asta a Londra, nel 1878. La Société anonyme de publications périodique di Parigi, fu tra i compratori, che vendette a sua volta i diritti di pubblicazione all'editore Heugel. La pubblicazione fu curata da Auguste-Edouard Vaucorbeil (1821-1884), direttore dell'Opéra di Parigi, che riordinò i pezzi e assegnò a essi nuovi titoli suggestivi, poiché i titoli assegnati da Rossini, spesso dei nonsense, furono ritenuti non idonei.

## Trascrizioni
Nel 1918, Ottorino Respighi orchestrò un certo numero di pezzi per pianoforte per il balletto La boutique fantasque. Nel 1925, trascrisse alcuni altri pezzi per pianoforte, tratti da Vol. XII (Quelques Riens), nella suite orchestrale che chiamò Rossiniana.
Anche Benjamin Britten utilizzò alcuni dei temi di Rossini trascrivendoli nelle sue suite orchestrali, Matinées musicales e Soirées musicales, op. 24 (1936).